# 106-та піхотна дивізія (Третій Рейх)
106-та піхотна дивізія (Третій Рейх) (нім. 106. Infanterie-Division) — піхотна дивізія Вермахту за часів Другої світової війни.

## Історія
106-та піхотна дивізія була сформована 12 листопада 1940 у ході 12-ї хвилі мобілізації в VI-му військовому окрузі (нім. Wehrkreis VI) на базі підрозділів 6-ї та 26-ї піхотних дивізій Вермахту.

## Райони бойових дій
- Німеччина (листопад 1940 — червень 1941);
- СРСР (центральний напрямок) (червень 1941 — квітень 1942);
- Франція (квітень 1942 — квітень 1943);
- СРСР (південний напрямок) (квітень 1943 — серпень 1944);
- Південна Німеччина (березень — травень 1945).

## Командування

### Командири
1-ше формування
- генерал-майор Ернст Денер (нім. Ernst Dehner) (28 листопада 1940 — 3 травня 1942);
- оберст, з 1 серпня 1942 генерал-майор Альфонс Гіттер (нім. Alfons Hitter) (3 травня — 1 листопада 1942);
- оберст, з 1 січня 1943 генерал-майор Артур Кулльмер (нім. Arthur Kullmer) (1 листопада 1942 — 1 січня 1943);
- генерал-лейтенант Вернер Форст (нім. Werner Forst) (1 січня 1943 — 20 лютого 1944);
- оберст, з 1 травня 1944 генерал-майор Зігфрід фон Рековскі (нім. Siegfried von Rekowski) (20 лютого — серпень 1944);

2-ге формування
- оберст Рінтенберг (нім. Rintenberg) (березень — квітень 1945).